# Embrujo
Embrujo és una pel·lícula dirigida per Carlos Serrano de Osma, estrenada l'any 1947 i protagonitzada per Lola Flores, Manolo Caracol, Fernando Fernán Gómez i María Dolores Pradera.

## Argument
Manolo Caracol descobreix en Lola Flores no només a la gran artista de la qual tots queden enamorats sinó a una obsessió, un amor que transcendeix els límits de la raó i que li farà caure en desgràcia. Després de l'èxit de la seva societat, Lola és contractada per exportar l'art flamenc a les principals ciutats del món. L'èxit de Lola trobarà el seu paral·lelisme en el fracàs i la rendició a la beguda de Manolo. Però el sentiment que ha deixat Manolo a Lola és massa gran i li farà tornar a Espanya per retrobar-se amb la seva obsessió

## Al voltant de la pel·lícula
Lola Flores va rodar amb la seva parella el cantaor de flamenc Manolo Caracol. La seva veu va ser doblada, i no la de Caracol que cantà profundament la sambra ¡Qué grande es la pena mia!.
Juntament amb aquesta parella també destacava un altre, la formada per Fernando Fernán Gómez i María Dolores Pradera que, igual que Lola i Caracol, se separarien amb el temps.
El 25 de setembre de 1946 començà als estudis Orphea Films de Barcelona el rodatge d'Embrujo que es produirà al llarg de noranta-quatre dies. Una vegada finalitzat i presentat a la censura (Junta Superior de orientación Cinematográfica), va ser qualificat apta per majors de setze anys, degut a l'ambient de “tavernes i borratxeres” així com “escenes poc il·luminades carregades de fum i alcohol”.
S'estrenà a Badajoz el 25 de maig de 1947 amb dures crítiques que es repeteixen a Zamora, Huelva, Valencia i Cadis, fins a l'1 de setembre de 1947 quan s'estrenà a Barcelona al Cine Fantasio. La crítica de Barcelona fou més favorable que la de les anteriors ciutats però no evità el retard de l'estrena a Madrid quasi un any després.

## Repartiment
repartiment:
| Actor / actriu                     | Personatge fictici    |
| ---------------------------------- | --------------------- |
| Lola Flores                        | Lola                  |
| Manolo Ortega Caracol              | Manolo                |
| Fernando Fernán Gómez              | Mentor                |
| Antonio Bofarull                   | Don Antonio           |
| Camino Garrigó                     | Taranta               |
| María Dolores Pradera              | Tita                  |
| Fernando Sancho                    | Mister Benson         |
| Antonio Bofarull                   | Don Antonio           |
| Joaquín Soler Serrano              | Roberto               |
| Jesús Puche                        | Jonson                |
| Julita Molina                      | Eugenia               |
| Charito Montemar                   | noia de conjunt       |
| Joan Magriñà i Sanromà             | ballarí               |
| Vila                               | Violinista            |
| Bella Dorita                       | cantant junt al fanal |
| Cos de ball del Liceu de Barcelona | ballarins             |